# تمو هاردر
تمو هاردر (بالألمانية: Tammo Harder)‏ هو لاعب كرة قدم ألماني في مركز الهجوم، ولد في 4 يناير 1994 في دولمن في ألمانيا. شارك مع منتخب ألمانيا تحت 18 سنة لكرة القدم ومنتخب ألمانيا تحت 19 سنة لكرة القدم ومنتخب ألمانيا تحت 20 سنة لكرة القدم. أما مع النوادي، فقد لعب مع بوروسيا دورتموند ب.

## وصلات خارجية
- تمو هاردر على موقع قاعدة بيانات كرة القدم.إي يو (الإنجليزية)
- تمو هاردر على موقع بيانات كرة القدم. دي إي (الألمانية)
- تمو هاردر على موقع Soccerway.com (الإنجليزية)
- تمو هاردر على موقع عالم كرة القدم.نت (الإنجليزية)